# Arachniodes simplicior
Espèce
Arachniodes simplicior est une espèce de fougères de la famille des Dryopteridaceae.

## Systématique
Le nom correct complet (avec auteur) de ce taxon est Arachniodes simplicior (Makino) Ohwi (d).
Le basionyme de ce taxon est : Aspidium aristatum simplicior Makino
Arachniodes simplicior a pour synonymes :
- Arachniodes aristatissima Ching
- Arachniodes calcarata Ching
- Arachniodes fujiangensis Ching
- Arachniodes holttumii (Tagawa) Seriz.
- Arachniodes jiulongshanensis Ching
- Arachniodes jiulungshanensis Ching
- Arachniodes liyangensis Ching & Y.C.Lan
- Arachniodes parasimplicior Ching
- Arachniodes parasimplicior Ching ex Y.T.Hsieh
- Arachniodes simplicior (Makino) Ching
- Arachniodes tibetana Ching & S.K.Wu
- Arachniodes yasu-inouei var. angustipinnula Seriz.
- Arachniodes yasu-inouei Sa.Kurata
- Aspidium aristatum var. simplicior Makino
- Buesia simplicior (Makino) Sa.Kurata
- Byrsopteris simplicior (Makino) Sa.Kurata
- Polystichopsis simplicior (Makino) Tagawa
- Polystichum aristatum var. simplicior (Makino) Matsum.
- Polystichum simplicius (Makino) Tagawa
- Rumohra simplicior (Makino) Ching